# Balmoral (navire de croisière)
Pour les articles homonymes, voir Balmoral.
Le Balmoral est un navire de croisière appartenant à la compagnie de croisière Fred Olsen Cruises.
Il a officiellement été mis en service en 1988.
L'Organisation maritime internationale a enregistré ce navire sous le numéro : 8506294

## Description
Le Balmoral est un navire de 187,71 mètres de long, de 28,21 mètres de large et d'un déplacement de 43 537 tonnes, pour une capacité de 1 778 passagers.
Ce navire peut naviguer à une vitesse de 22,5 nœuds.

## Histoire
En 1987, la compagnie de croisière Royal Cruise Line signe une lettre d'intention aux Chantiers de l'Atlantique de Saint-Nazaire. Malgré la lettre d'intention Royal Cruise Line change d'avis puis commande aux chantiers Allemand Meyer Werft. Le chantier débute en 1988 dans les chantiers Allemand de Papenburg. À l'époque le navire portait le nom de Crown Odyssey. En 1989, Royal Cruise Line est vendu à Norwegian Cruise Line, qui a continué l'exploitation de l'entreprise. En 1996, Norwegian Cruise Line restructure l'entreprise et décide de liquider Royal Cruise Line. Le Crown Odyssey rentre alors dans le flotte de Norwegian Cruise Line, il est renommé Norwegian Crown.
En avril 2000, NCL achète la compagnie maritime Orient Lines, le Norwegian Crown entre dans la flotte de cette compagnie en retrouvant son nom de Crown Odyssey.
Le Crown Odyssey est rénové en septembre 2003, afin de rejoindre la flotte de NCL, il est alors rebaptisé Norwegian Crown.
Le 25 mai 2006, la société mère de Norwegian Cruise Lines, la Star Cruises, accepte de vendre le Norwegian Crown à Fred Olsen Cruises.
En août 2006 le Norwegian Crown rejoint donc la flotte de Fred Olsen Cruises, il est rebaprisé Balmoral par la même occasion.
En septembre 2007, Fred Olsen Cruises entreprend la rénovation du navire  au chantier de Blohm & Voss à Hambourg en Allemagne.
Cette rénovation a permis au navire de pouvoir accueillir 186 passagers et 56 membres d'équipage en plus. Celle-ci a également permis d'accueillir 60 nouveaux balcons ainsi que de nombreux espaces publics afin de rendre le navire adapté au marché britannique des croisières.

## Faits marquants
Le 21 janvier 2009, le Balmoral en escale dans le golfe de Gascogne a subi une forte tempête, deux des occupants ont été blessés et transportés à l'hôpital de La Corogne en Espagne pour des graves blessures.
Le Balmoral sera affrété par Miles Morgan Travel, pour réaliser une croisière le 15 avril 2012, sur les traces du Titanic. Il est prévu que le Balmoral s'arrête à l'endroit où le navire a sombré.

## Sources
- (en) Cet article est partiellement ou en totalité issu de l’article de Wikipédia en anglais intitulé « Balmoral (cruise ship) » (voir la liste des auteurs).